# Alton (Maine)
Alton város az USA Maine államában, Penobscot megyében. Lakosainak száma 829 fő (2020. április 1.).

## Népesség
A település népességének változása:

| 2010 | 890 |
| 2020 | 829 |